# Église de La Trinité-La Palud
L’église de La Trinité est située dans le  1er arrondissement de Marseille au no 35 de la rue de La Palud.

## Historique

### Origine du nom
L'ordre religieux des Trinitaires chargé du rachat des captifs chrétiens prisonniers des musulmans fut créé à la fin du XIIe siècle par Jean de Matha et Félix de Valois. Le pape Innocent III leur donne solennellement le 2 février 1190 un habit blanc sur lequel est cousue une croix rouge et bleue. Ces trinitaires s'installent à Marseille en 1202 au nord de la ville près de la porte Galle (quartier actuel de La Joliette) et seront appelés par la suite les grands Trinitaires afin de les distinguer des Trinitaires déchaussés, ordre réformé issu du premier.
En 1611 eut lieu un célèbre procès de sorcellerie. Louis Gaufridy, prêtre des Accoules à Marseille, est accusé par une de ses pénitentes, Madeleine Demandolx de La Palud, de l'avoir séduite en utilisant la sorcellerie et la magie. Gaufridy est reconnu coupable et brûlé vif le 30 avril 1611 à Aix-en-Provence. En 1645 Madeleine se retire dans sa bastide, située à l'emplacement de l'actuel parc public de Font Obscure dans le 14e arrondissement de Marseille, et en fait donation aux trinitaires déchaussés d'Aix-en-Provence qui s'y installent. Les trinitaires déchaussés voulant se rapprocher de la ville achètent des terrains dans l'agrandissement de la ville de Marseille rendu possible par la destruction des remparts du Moyen Âge et la construction d'une nouvelle enceinte par Nicolas Arnoul. Sur ces terrains situés entre les rues actuelles de Moustier, d'Aubagne, d'Estelle et de La Palud, les trinitaires déchaussés construisent à partir de 1688 un couvent et une église. Cette église prend le nom de « La Trinité » et la rue Fongate est débaptisée et prend le nom de « La Palud » en souvenir de leur premier établissement marseillais chez Madeleine Demandolx de La Palud. Le nom de Fongate est donnée à une autre rue située à proximité.

### Construction de l'église
À la Révolution les bâtiments du couvent et l'église sont vendus en 1792 et démolis en 1794. À l'emplacement de l'ancien couvent sont construits de vastes immeubles affectés au stockage de marchandises. Ces entrepôts, appelés « domaine Ventre » sont par la suite transformés en maisons d'habitation. Cependant Champion de Cicé, archevêque d'Aix-en-Provence, faisant fonction d'évêque de Marseille, achète le 31 décembre 1806 à un négociant M. Wollank le terrain nécessaire à la construction d'une église sur l'emplacement d'une partie du couvent. L'argent récolté n'étant pas suffisant pour terminer le chantier, le conseil municipal de Marseille décide, par délibération du 25 juillet 1809 de prendre en charge l'acquisition du terrain. Un décret impérial du 5 septembre 1810 autorise la ville à accepter la cession de l'église de La Trinité qui lui était proposée par l'archevêque et la prise en charge du reliquat des sommes dues. La construction d'un nouveau chœur et des deux nefs latérales nécessitent l'achat de nouveaux terrains : l'ensemble des dépenses, construction comprise, s'élève à 89 000 francs dont 65 000 francs sont pris en charge par la commune par délibération du 9 juin 1824.
L'église est bénie le 26 mars 1825 par Mgr Fortuné de Mazenod et consacrée le 24 novembre 1829. Dans le prolongement des bas-côtés sont construites en 1845 les chapelles de saint Sérénus à gauche et de la Vierge à droite. En 1891 le campanile est rehaussé de 9 m; et quatre cloches y sont placées .

## Plan et légende

Plan de l'intérieur de l'église La Trinité-La Palud.

Légende du plan : 1- Maître autel dessiné par Henri Révoil ; 2- La très sainte Trinité, tableau de Jean-Baptiste Arnaud-Durbec ; 3- Statue du Sacré-Cœur ; 4- Statue de saint Pierre ; 5- Stalles ; 6- Statue de saint Louis ; 7- Statue de saint Christophe ; 8- Statue de saint François de Sales ; 9- Statue du curé d'Ars ; 10- Notre-Dame des Douleurs ; 11- Statue de saint Jean Bosco ; 12- Statue de sainte Bernadette Soubirous ; 13- Statue de saint Roch ; 14- Chaire ; 15- Confessionnal néo-baroque 16- Confessionnal de l'abbé Fouque ; 17- Porte latérale ; 18- Au-dessus de l'accueil, tableau de Jean-Joseph Dassy représentant la mise au tombeau ; 19- Chapelle des âmes du purgatoire 20- Chapelle de l'ordre de la Très Sainte Trinité pour la libération des captifs avec tableau de Théophile Henri Mayan dit Théo Mayan représentant la sainte Vierge, saint Félix de Valois et saint Jean de Matha; 21- Chapelle de saint Antoine de Padoue ; 22- Chapelle du Sacré-Cœur de Jésus ; 23- Statue de sainte Marie-Madeleine ; 24 - Statue de saint Clair ; 25- autel de la Vierge ; 26- Statue de sainte Rita de Cascia ; 27- Statue de Sainte Thérèse de l'Enfant Jésus ; 28- Fonts baptismaux ; 29- Fresques du baptistère en provenance de l'atelier de Dominique Antoine Magaud ; 30- Chapelle de sainte Anne et de Sainte Rose de Lima ; 31- Chapelle de Notre-Dame de Lourdes ; 32- Chapelle de saint Joseph ; 33- Icône de Notre-Dame du Perpétuel Secours ; 34- Porte latérale ; 35- Tableau de Michel Serre représentation indéterminée ; 36- Autel de saint Sérénus ; 37- Pavement paléochrétien en provenance du baptistère de la Vieille Major (Ve siècle) ; 38- Statue de Jeanne d'Arc ; 39- Statue de saint Jude ; 40- Grand-Orgue Jacquot-Lavergne en tribune.

## Intérieur

### Nef principale

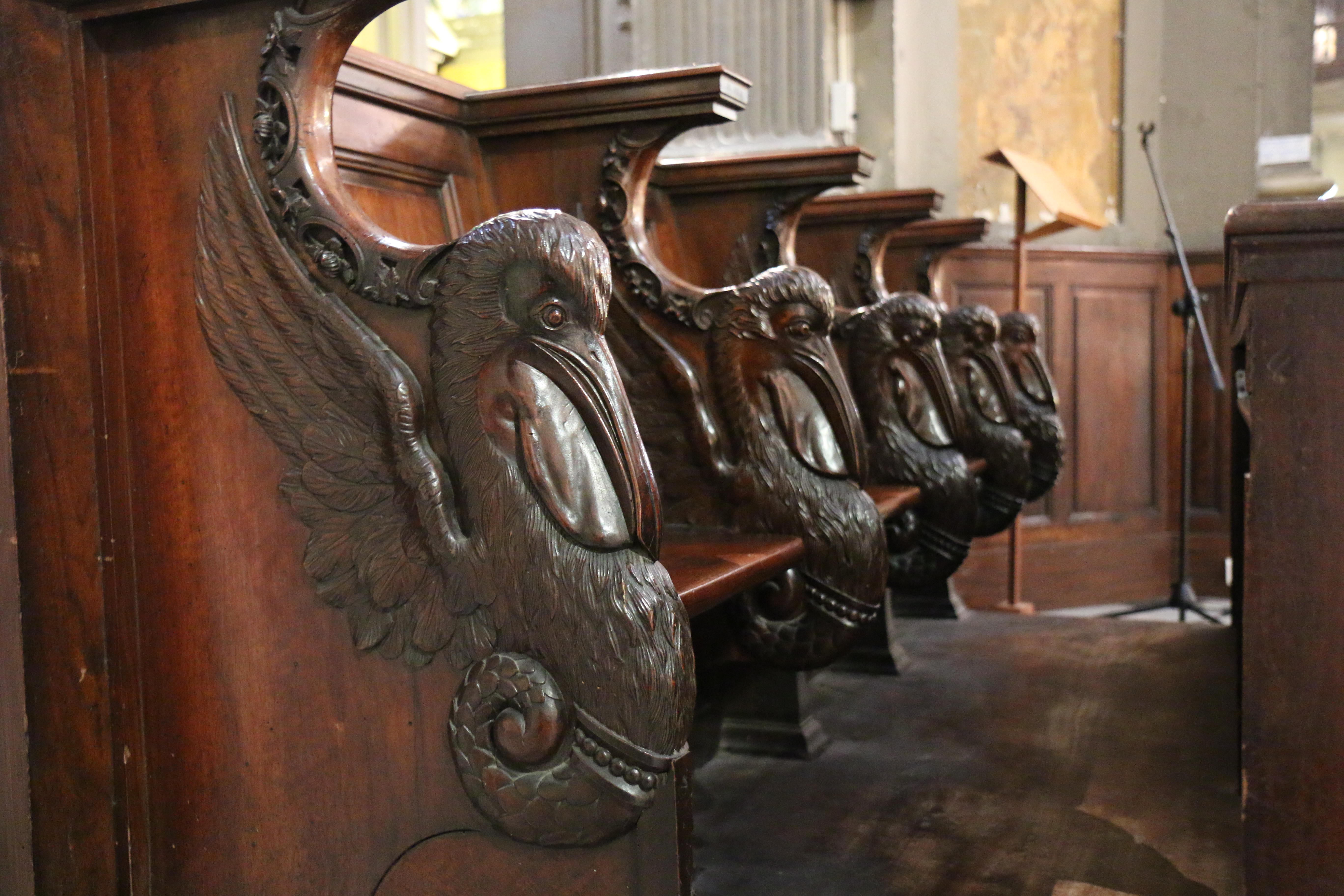
Accoudoirs des stalles.

Dans le chœur le maître autel a été réalisé suivant les dessins de l'architecte Henri Révoil. L'abside est décorée par un tableau représentant la très sainte Trinité par Jean-Baptiste Arnaud-Durbec, encadré deux statues : celle du Sacré-cœur à gauche et celle de saint Pierre à droite. À la croisée du transept et de la nef sont placées de magnifiques stalles en bois sculpté dont les accoudoirs représentent des pélicans. L'iconographie du pélican est fréquente : on le représente souvent au pied de la croix ou sur le tabernacle, se frappant le flanc de son bec. C'est une représentation du Christ car, de même que Jésus a donné son sang pour sauver les humains, on croyait que la femelle de cet oiseau s'ouvrait le ventre à coups de bec pour rendre la vie à ses oiselets. On peut citer à ce sujet le psaume 102.6 de l'Ancien Testament : « Je suis semblable au pélican du désert ».
Les piliers sont décorés de statues en plâtre ou en carton-pierre ; on trouve ainsi en partant de l'entrée vers le chœur :
- à gauche : Notre-Dame des Douleurs, saint Jean Bosco, sainte Bernadette Soubirous et saint Roch ;
- à droite : saint-Louis, saint Christophe, saint François de Paule et le curé d'Ars.

La chaire à prêcher est remarquable : la cuve, de plan hexagonal, est décoré de cinq bas-reliefs représentant la Sainte-Trinité et les quatre évangélistes. L'abat-voix est surmonté d'un globe avec une croix autour de laquelle voltigent des angelots. La nef est éclairée par des vitraux placés dans des fenêtres hautes.

### Bas-côté gauche

#### Chapelle des fonts baptismaux
Dans la première chapelle se trouve le baptistère avec au fond, de part et d'autre d'un Christ en croix, deux tableaux des ateliers de Dominique Antoine Magaud représentant à gauche le baptême du Christ par saint Jean Baptiste et à droite saint Michel Archange. La peinture du baptême du Christ est de Marius-Antoine Barret (1865-1929), élève de Magaud ; au-dessus du Christ est figurée une colombe qui évoque les donateurs qui sont Émile Michel-Colomb et sa sœur Marie. La peinture de saint Michel est de Marie Magaud, nièce de Dominique Antoine Magaud, et évoque également le nom des donateurs. Dans l'axe de la chapelle et entre les deux tableaux est suspendu un Christ en bronze réalisé d'après le modèle d'Edmé Bouchardon. La cuve baptismale de forme ovoïde est sculptée de godrons. De part et d'autre de la chapelle deux statues en bronze d'anges photophores sont posées sur une colonnette où sont sculptées les armes des donateurs.   
Sont inscrits monument historique au titre d'objet : les deux peintures du baptême du Christ et de saint Michel, la clôture en fer forgé de la chapelle, le crucifix en bronze et les fonts baptismaux en marbre , les deux statues d'anges photophores..

#### Chapelle de sainte Anne et de sainte Rose

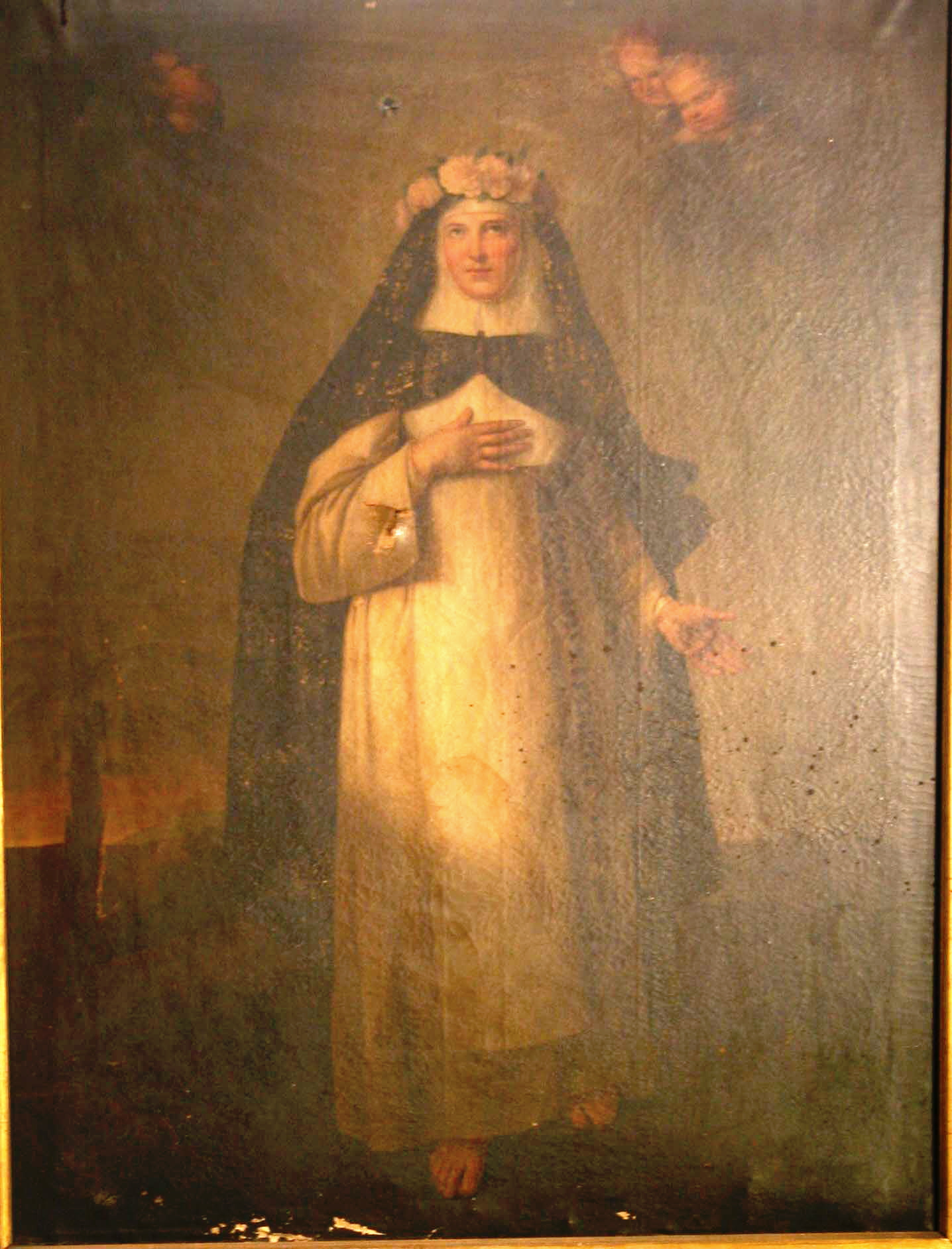
Alexandre Bally, Sainte Rose de Lima.

Le chancel et l'autel sont en marbre revêtu de placage polychrome des ateliers Félix Galinier. Sur l'antependium de l'autel est gravé un bas-relief formant une couronne de roses avec la sentence latine : « Sainte Anne, racine de Jessé, et sainte Rose, fleur des Amériques, priez pour nous ». Sur l'autel sont placés deux statues en carton-pierre : à gauche sainte Anne apprenant à lire à Marie et à droite sainte Rose de Lima. Sur le mur est accroché un tableau de sainte Rose par Alexandre Bally. Ce tableau a été inscrit monument historique le 20 novembre 1996.

#### Chapelle Notre-Dame de Lourdes
Cette chapelle est consacrée à Notre-Dame de Lourdes. Le chancel et l'autel sont en marbre et placage polychrome avec l'inscription latine « Salut Marie, mère du bon Conseil ». Devant le retable en bois est posée une statue en plâtre peint de Notre-Dame de Lourdes.

#### Chapelle saint Joseph
Le chancel et l'autel sont en marbre et placage polychrome des ateliers Félix Galinier. Le retable est en marbre de Carrare des ateliers Jules Cantini. La statue de saint Joseph en carton-pierre doré a été offerte par Eugénie Armand (1815-1902) en mémoire de son frère Joseph Amédée Armand (1807-1881), président de la chambre de commerce de Marseille de 1866 à 1873.

#### Transept gauche
La tribune située sur la façade nord du transept est ornée de deux bustes de saintes liées à la musique. À gauche le buste de sainte Cécile patronne des musiciens ; sur le piédestal sont gravées un orgue, une palme et l'épée de son martyre. À droite le buste de la Vierge Marie avec sur le piédestal : l'étoile du matin, la palme de la reine des martyrs, la couronne de la reine du rosaire et le lys de la mère très pure.
Sous la tribune est placé l'ancien confessionnal de l'abbé Jean-Baptiste Fouque, vicaire de la paroisse de la Sainte Trinité de 1888 à sa mort survenue en 1926.

#### Chapelle de saint Serenus

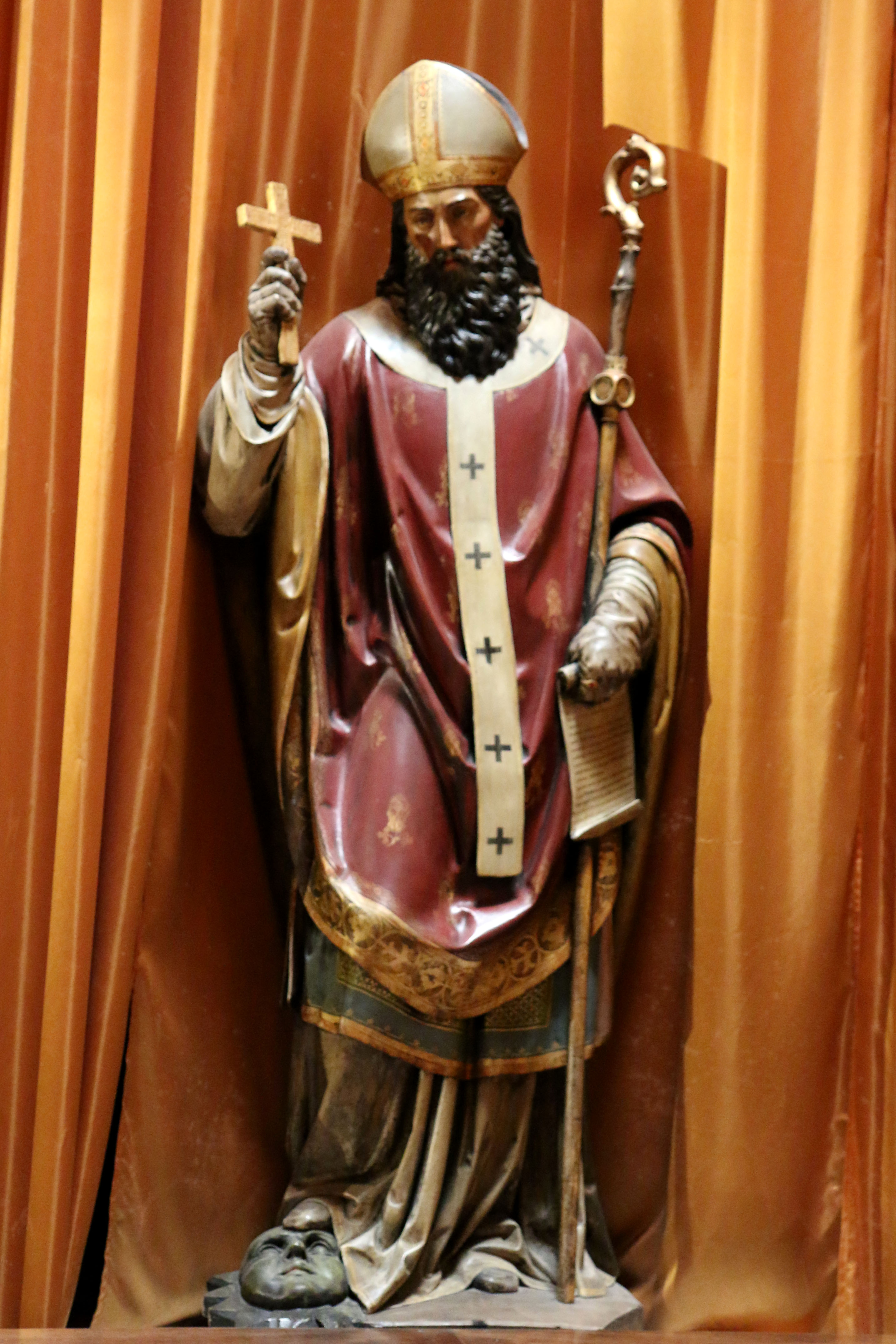
Anonyme, Saint Serenus (XIXe siècle).

À l'entrée de cette chapelle se trouvent à gauche une statue de Jeanne d'Arc et à droite celle de Saint Jude tenant un gourdin et une médaille ; cette dernière statue a été inscrite monument historique le 20 novembre 1996. Serenus, dixième évêque de Marseille, est connu pour son excès de zèle déployé contre les idolâtres en brisant des images de saints dans les églises de Marseille. Convoqué à Rome pour s'expliquer, il meurt sur le chemin du retour. Ses reliques seront rapportées à Marseille en 1840 par Eugène de Mazenod évêque de Marseille. La présente chapelle fut édifiée en 1843 pour commémorer cet événement. Dans la chapelle, à gauche, se trouve désormais une statue en bois polychrome, œuvre anonyme inscrite monument historique le 20 novembre 1996, et représentant saint Serenus piétinant les idoles avec dans la main droite un crucifix et dans la gauche la lettre du pape sur laquelle on peut lire : « […] Autre chose est en effet d'adorer une peinture et autre chose d'apprendre par une scène représentée en peinture ce qu'il faut adorer […] Les peintures sont la lecture de ceux qui ne savent pas leurs lettres, de sorte qu'elles tiennent le rôle d'une lecture ».

### Bas côté-droit

#### Chapelle des âmes du purgatoire
Cette chapelle édifiée en 1828 est située en face de celle des fonts baptismaux. Au centre un autel en marbre est surmonté d'une statue en carton-pierre représentant l'archange saint Michel foulant au pied un démon et tenant de la main gauche une épée symbole du jugement et de la droite une balance symbole de la justice. Sur le mur du fond se trouvent deux toiles marouflées en provenance des ateliers Théo Mayan représentant à gauche saint Gabriel portant un calice et à droite saint Raphaël  enveloppant un enfant de son bras.

#### Accueil
Au-dessus de l'accueil est accroché un tableau de Jean-Joseph Dassy représentant la mise au tombeau : huit personnes entourent le corps du Christ avec au centre la Vierge entourée de Marie Jacobé, Marie-Salomé et Jeanne, femme de Chouza, intendant d'Hérode. À droite des femmes se tient Joseph d'Arimathie et à gauche Nicodème ; Marie-Madeleine soutient la tête du Christ et saint Jean, de dos, porte les jambes. Le vase d'aromates est posé en bas à droite du tableau qui a été inscrit monument historique le 20 novembre 1996.

#### Chapelle de l'ordre de la Très Sainte Trinité

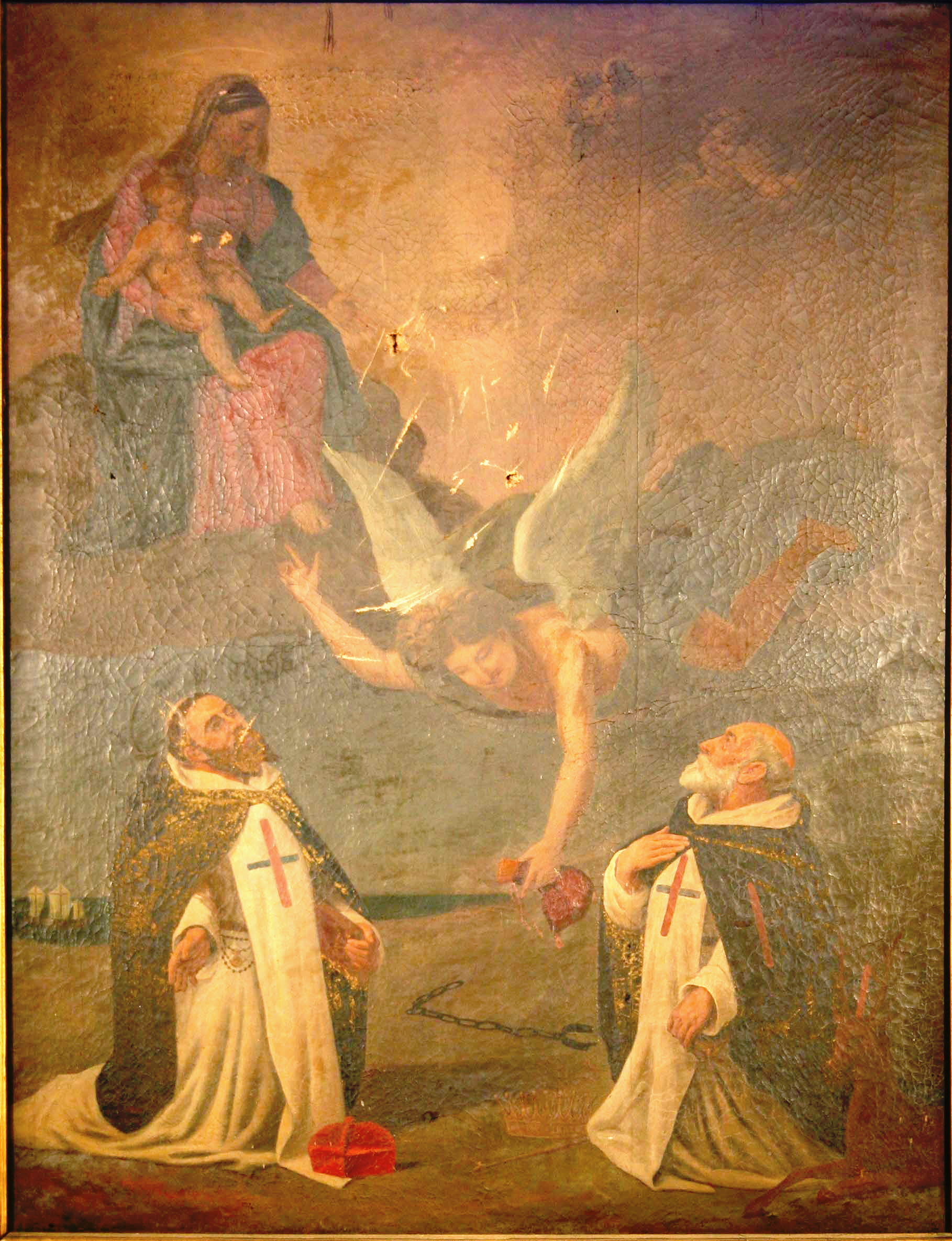
Théo Mayan, Saint Jean de Matha et saint Félix de Valois.

Au fond de cette chapelle se trouve un tableau de Théophile Henri Mayan dit Théo Mayan, représentant Saint Jean de Matha et saint Félix de Valois, fondateurs de l'ordre des Trinitaires et portant sur la poitrine la croix rouge et bleue, implorant à genoux une Vierge à l'Enfant figurée en haut du tableau. Entre les deux, un ange ailé tient dans sa main gauche une bourse renfermant l'offrande des deux saints et désigne la Vierge de la droite. Au sol est représentée une chaîne brisée, symbole de la libération des captifs. Le cerf, situé en bas à droite avec une croix entre les bois, rappelle que les deux saints furent témoins de l'apparition d'un tel animal venant s'abreuver à une fontaine située auprès d'eux. Ce tableau a été inscrit monument historique le 20 novembre 1996.
L'autel en marbre, dédié à saint Félix de Valois, provient des ateliers Félix Galinier. C'est un don de la famille Denans en mémoire du chirurgien militaire Félix Denans. Sur l'autel est placée une statue de saint Jean de Matha.

#### Chapelle de saint Antoine de Padoue
L'autel et le chancel de cette chapelle sont en marbre et plaquage polychrome réalisés par les ateliers Félix Galinier tandis que le retable de style grec est en marbre rose des ateliers Jules Cantini. Au centre du retable est placée une statue en plâtre peint représentant saint Antoine de Padoue embrassant l'Enfant Jésus assis sur le livre qu'il tient de la main droite.

#### Chapelle du sacré-cœur de Jésus
L'autel et le chancel en marbre et plaquage polychrome proviennent des ateliers Félix Galinier. Le retable en marbre de Carrare des ateliers Jules Cantini forme une niche abritant abritant une statue du Sacré-Cœur en carton-pierre peint.
En se dirigeant vers le transept, on trouve deux statues placées au pied des colonnes du bas-côté : à gauche celle de saint Clair inscrite monument historique le 20 novembre 1996 et à droite celle de Marie Madeleine elle aussi inscrite monument historique.

#### Transept droit
Une tribune édifiée en 1862 est ornée de deux bustes représentant des saints liés à la musique sacrée. À gauche le roi David à qui est traditionnellement attribuée l'écriture des psaumes : sur le piédestal sont gravées une harpe et une colombe du Saint-Esprit. À droite, le pape saint Grégoire le Grand à qui on a attribué la création du chant grégorien : sur le piédestal sont gravés un pupitre, un instrument de musique, un livre, une plume, les clés de saint Pierre et la colombe du Saint-Esprit.
En dessous de cette tribune et à gauche se trouve un confessionnal néo-classique avec frise de rinceaux, fronton orné de deux angelots et pilastres surmontés de chapiteaux.

#### Chapelle de la Vierge
À l'entrée de cette chapelle se trouvent à gauche une statue de sainte Thérèse de l'Enfant-Jésus revêtue de son habit de carmélite tenant dans ses mains un crucifix et faisant tomber des roses, et à droite une statue de sainte Rita de Cascia. Au fond de la chapelle est placé un autel surmonté d'une statue de la Vierge.

### Grand-Orgue de Tribune
En 1838 (soit neuf ans après la consécration de l'église), un premier instrument de quarante-trois jeux répartis sur quatre claviers est construit par Augustin Zeiger, qui rajoutera un jeu (en supprimant un clavier) en 1843 : s'il est alors le plus grand instrument de la ville, l'orgue connait de nombreux dysfonctionnements et ne donnera jamais satisfaction. En 1853, Aristide Cavaillé-Coll soumet même un devis de reconstruction.
En 1899, les frères Vignolo (successeurs de François Mader) reconstruisent un instrument de trente jeux et trois clavier (avec pédalier) : une partie (dix-sept jeux) de l'orgue Zeiger est conservé mais le buffet est remplacé tandis que la transmission devient pneumatique (tubulaire).
Entre 1946 et 1949, la maison Jacquot-Lavergne reconstruit l'instrument, inutilisable depuis le bombardement du 27 mai 1944. La transmission est électrifiée, de nouveaux jeux sont rajoutés (certains obtenus par dédoublements et extensions), la console remplacée (par l'actuelle) et les deux buffets latéraux (depuis 1899) unis par une plate-face centrale. L'inauguration est assurée par Sauveur Bruschini (organiste à Saint Joseph) et Joseph Vidal (organiste à Saint Charles).
En 2008, la console (retournée, face à la nef) est modernisée, la transmission électrique remplacée et un combinateur électronique installé. En 2017 une nouvelle intervention sur les systèmes de régulation des pressions est réalisée.
L'instrument actuel compte quarante-six jeux répartis sur trois claviers de soixante-et-une notes et un pédalier de trente-deux notes. Il s'agit du seul et d'un très bel instrument de style "néo-classique" de Marseille.

## Galerie

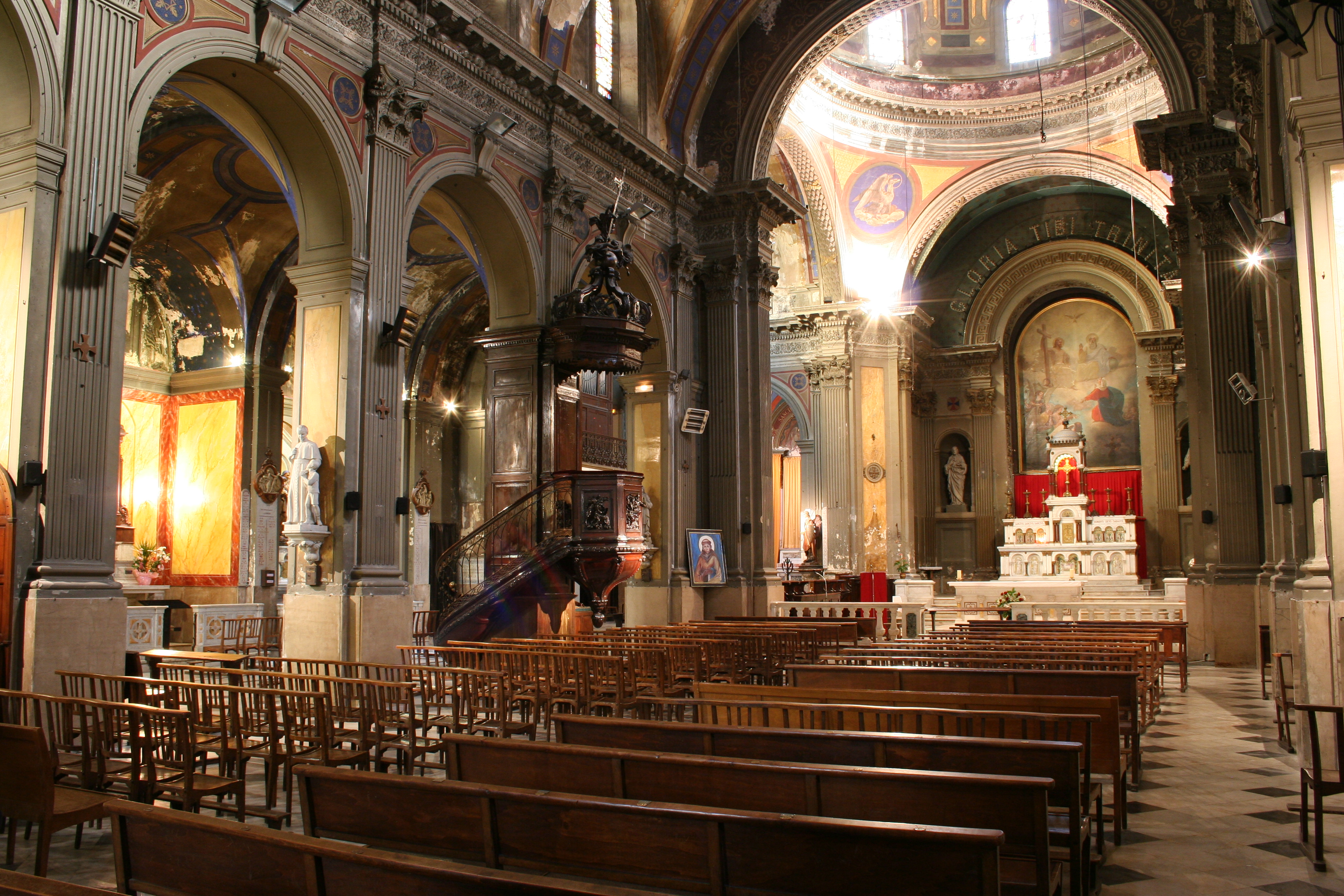
Vue générale de l'intérieur.
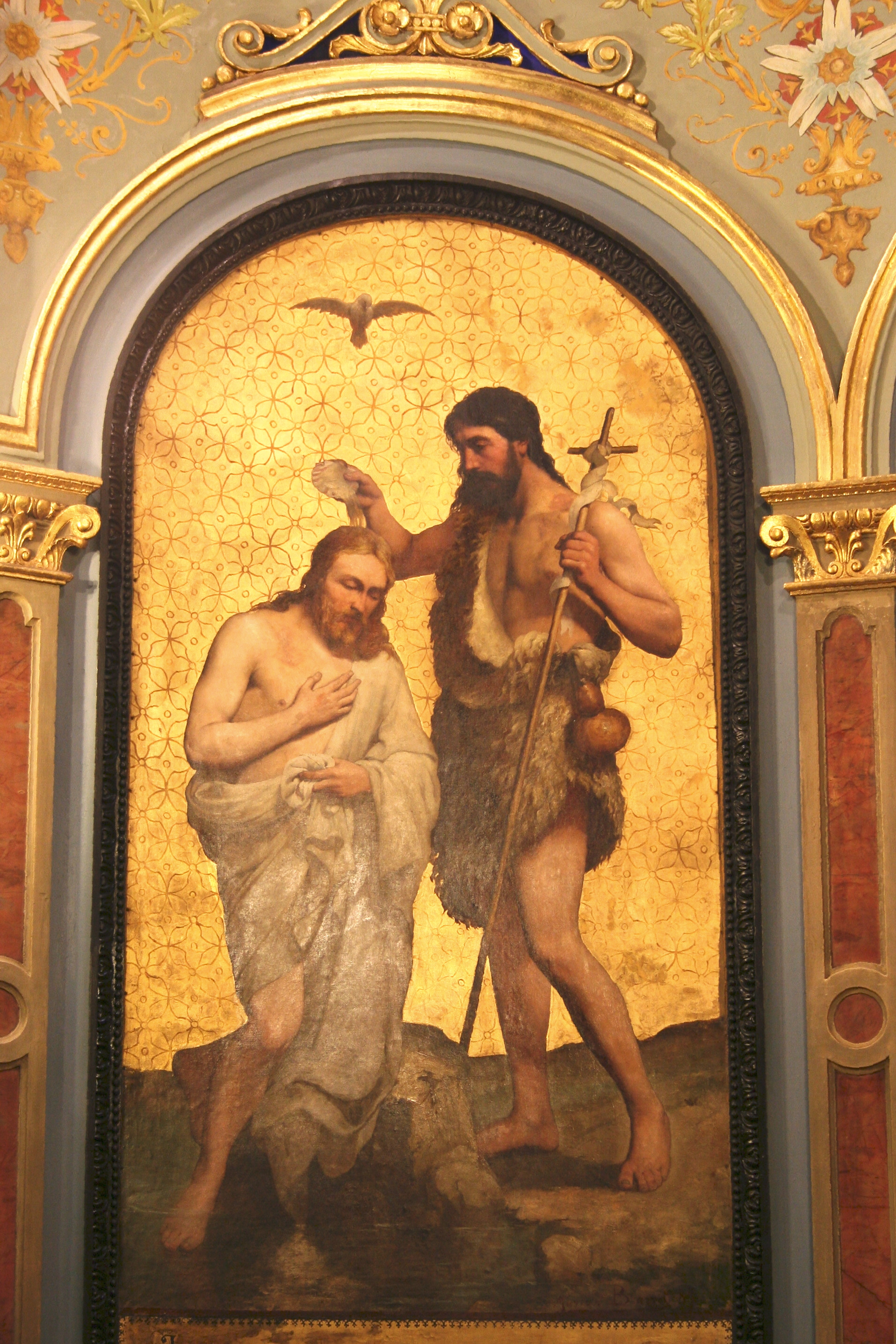
Atelier de A.D.Magaud, Saint Jean-Baptiste baptisant Jésus par Marius-Antoine Barret
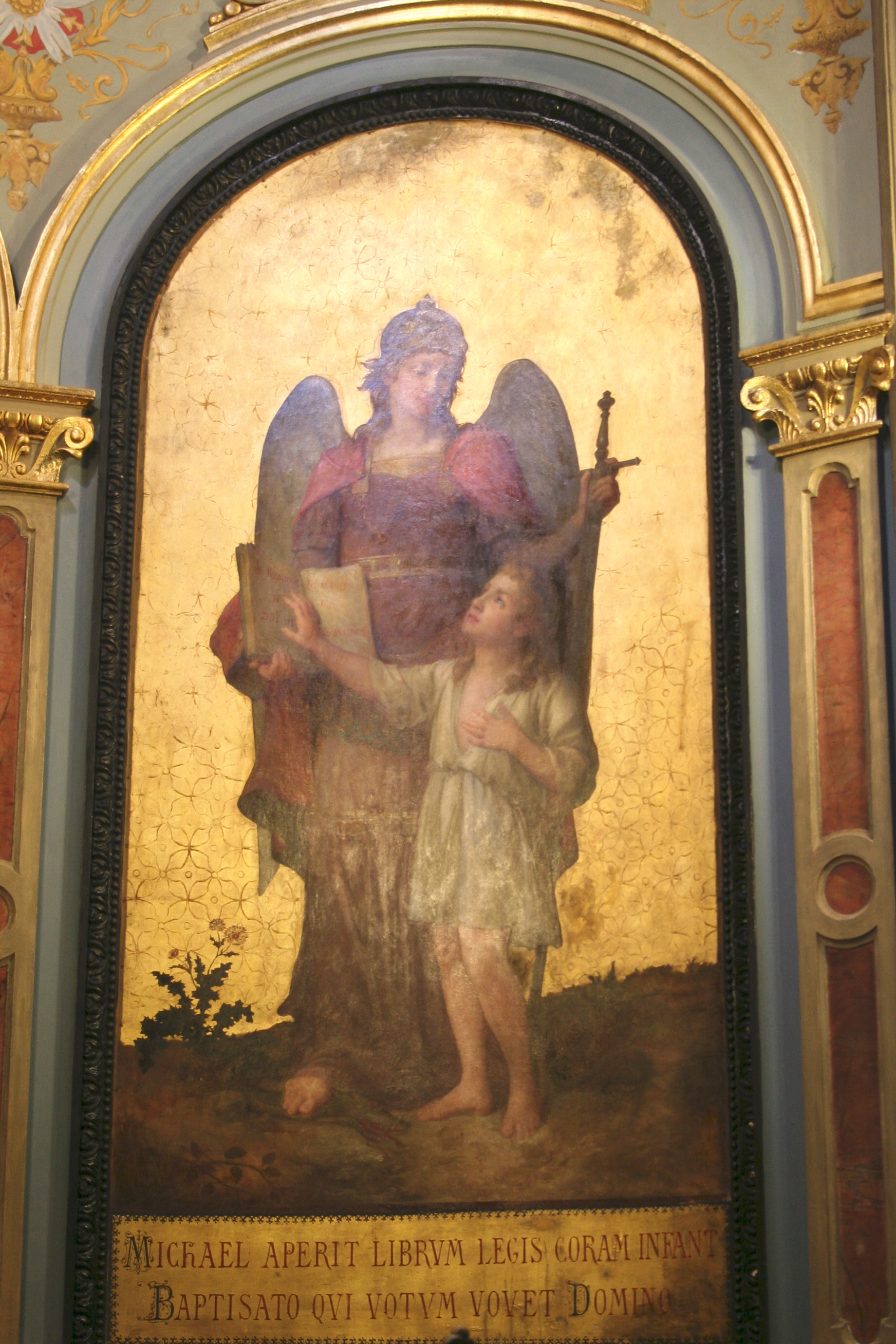
Atelier de A.D.Magaud, Saint Michel archange.
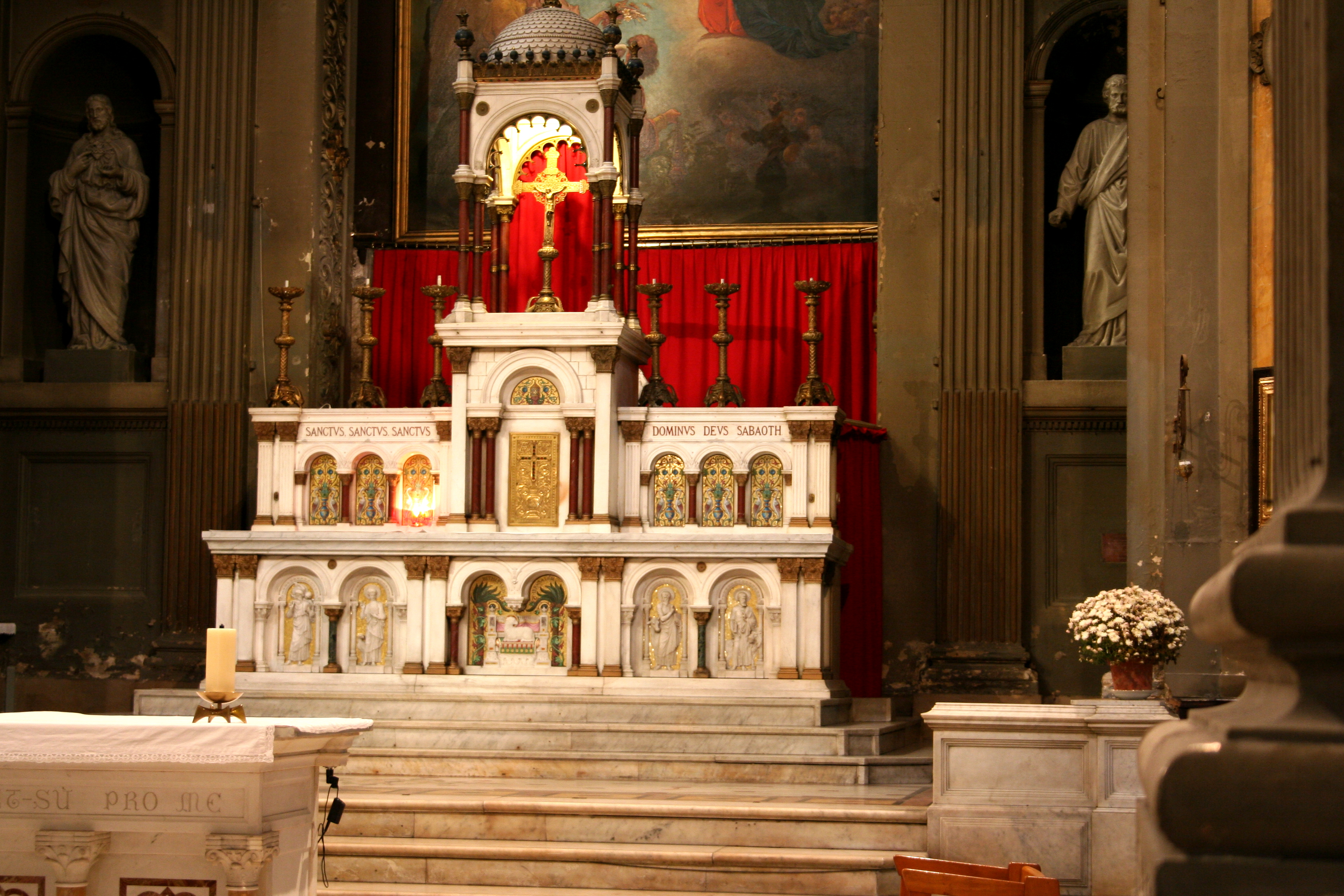
Maître-autel dessiné par Henri Révoil.